# John Newbery
Pour les articles homonymes, voir Newbery.

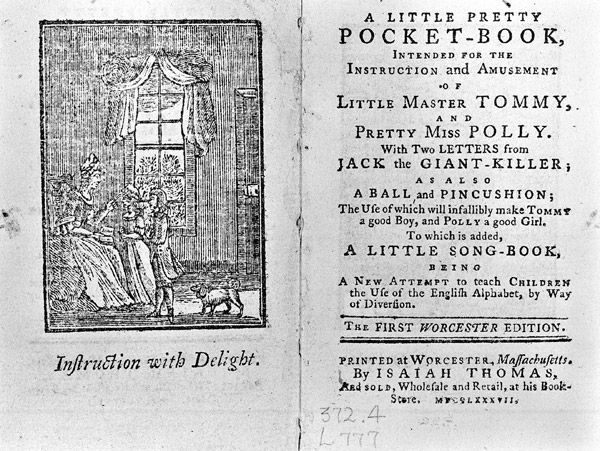
Le livre A Little Pretty Pocket-Book de John Newbery, initialement publié en 1744.

John Newbery (baptisé le 9 juillet 1713 - 22 décembre 1767) est un éditeur britannique, le premier à faire de la littérature enfantine une branche durable et profitable de l'édition littéraire. Il soutient par ailleurs et publie les œuvres de Christopher Smart, Oliver Goldsmith et Samuel Johnson.
C'est en hommage à ses réalisations dans le domaine de l'édition enfantine qu'a été créée la John Newbery Medal, distinction américaine qui récompense chaque année les auteurs ayant le plus fait pour la littérature enfantine américaine.

## Premières années
John Newbery est né en 1713 à Waltham St Lawrence, dans le Berkshire, en Angleterre. Fils d'un fermier local, il est mis en apprentissage chez un imprimeur de la région à l'âge de seize ans. En 1737, son maître, William Carnan, meurt, en laissant l'affaire à son frère, Charles Carnan, et à John Newbery. Deux années plus tard, il épouse la veuve de William Carnan, Mary.

## Carrière d'éditeur

### À Reading
Dès 1740, il a commencé à publier des livres à Reading, dans le Berkshire ; ses deux premières publications sont une édition des ouvrages de Richard Allestree, The Whole Duty of Man (Tout le devoir de l'homme) et Miscellaneous Works Serious and Humerous [sic] in Verse and Prose (Divers travaux sérieux et humérustiques [sic] en vers et en prose).

### Londres etA Little Pretty Pocket-Book
En 1743, John Newbery quitte Reading, laissant John Carnan, son beau-fils, chargé de ses affaires sur place, et va s'établir à Londres. Le premier livre qu'il y publie est A Little Pretty Pocket-Book (Un joli petit livre de poche). Ce livre a parfois été appelé « le premier livre pour enfant ». Même si d'autres livres pour enfants avaient été publiés précédemment, avec ceux de Thomas Boreman et Thomas et Mary Cooper, A Little Pretty Pocket-Book inaugure le début d'une longue lignée de livres pour enfants, qui rencontrent un grand succès.
Il présente déjà en effet toutes les caractéristiques qui signeront son style de littérature enfantine : John Newbery emprunte certaines techniques à d'autres éditeurs, telles que le fait de relier les livres en papier floral hollandais, et de faire de la publicité pour ses autres productions dans les histoires qu'il écrit ou qu'il commandite. La maison d'édition de John Newbery publie des contes pour enfants, des abécédaires, des romans pour enfants, et des périodiques pour enfants. Ses livres pour enfants constituent environ le cinquième des quelque cinq cents livres qu'il publie.

### Autres succès
John Newbery, semble-t-il, loue les services d'auteurs pour écrire ses livres, tout en en écrivant lui-même. Les spécialistes pensent que Oliver Goldsmith ou Giles et Griffith Jones écrivent l'un des livres les plus populaires de John Newbery, The History of Little Goody Two-Shoes (L'Histoire de la gentille petite Deux-Chaussures). C'est le livre de John Newbery qui rencontre le plus grand succès, puisqu'il sera édité et réédité 29 fois entre 1765 et 1800.
John Newbery publie aussi une série de livres écrits par Tom Telescope, qui connaît un énorme succès, avec sept éditions différentes rien qu'entre 1761 et 1787. Ces ouvrages se fondaient sur la science émergente de l'époque, et consistaient en une série de conférences donnée par un garçon, Tom Telescope. Le plus fameux d'entre eux s'appelle The Newtonian System of Philosophy Adapted to the Capacities of Young Gentlemen and Ladies (Le Système philosophique de Newton mis à la portée des jeunes gentilshommes et des jeunes dames).

### La Poudre fébrifuge du Dr James
Cependant, John Newbery obtient la plus grande part de sa fortune grâce à son brevet et ses ventes de sa Poudre fébrifuge du Dr James (Dr. James's Fever Powder), médicament remarquable qui, dit-il, guérit la goutte, les rhumatismes, les écrouelles, le scorbut, la lèpre et les maladies du bétail.
Ce remède doit une part de son succès à la publicité qu'il lui fait dans ses livres. Ainsi, dans The History of Little Goody Two-Shoes, le père de l'héroïne meurt parce qu'il avait été saisi « d'une violente fièvre dans un endroit où on ne pouvait pas mettre la Poudre fébrifuge du Dr James ».

## Les idées de John Newbery

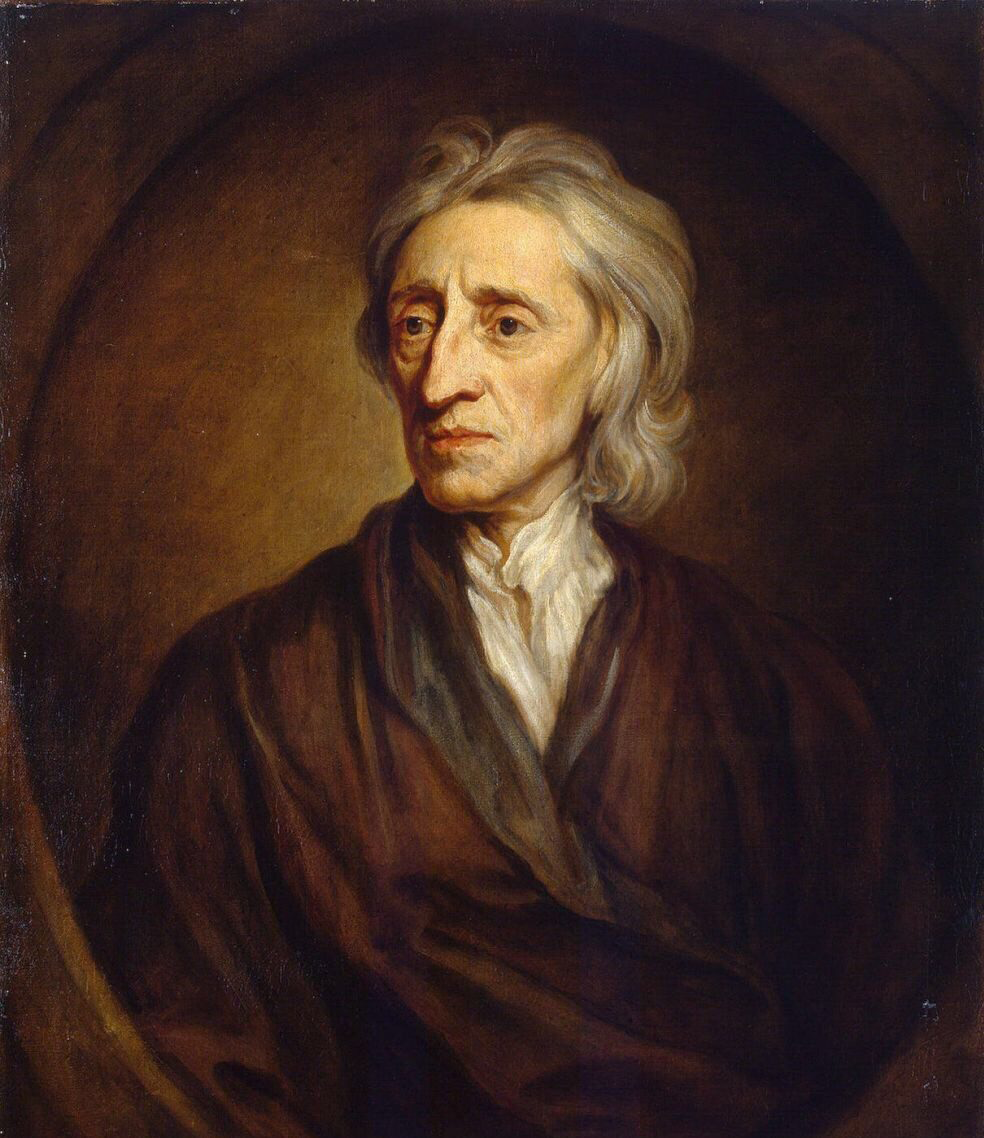
Portrait de John Locke, qui inspira à John Newbery ses idées sur les livres pour enfants.
Par Sir Godfrey Kneller, 1697.

Inspiré par l'ouvrage à succès de John Locke Some Thoughts Concerning Education (Quelques pensées au sujet de l'éducation), John Newbery adopte la devise Deluctando monemus (L'Instruction par le plaisir). John Locke avait écrit que « les enfants peuvent être amenés à acquérir une connaissance des lettres sans même qu'ils s'en rendent compte, sans y voir autre chose qu'un sport, qu'un jeu qui les poussent à faire d'eux-mêmes ce que les autres enfants n'acceptent de faire que sous le fouet ». Il suggérait également que des livres d'images soient créés à l'usage des enfants. Locke soutenait aussi que les enfants devaient être considérés comme « des êtres capables de raisonner » (reasoning beings).
Ce sont ces suggestions que suit John Newbery. Il fait aussi en sorte que ses livres soient raisonnablement bon marché, avec un prix de six pence seulement pour A Little Pretty Pocket-Book, et huit pence avec un ballon ou une pelote à épingles. Le livre lui-même panache les informations et les jeux, y compris des devinettes et des conseils pour manger de façon équilibrée, mais son premier message est « Apprenez vos leçons... et un jour, vous roulerez dans un carrosse à six chevaux ». Dans le monde de Newbery, le travail est toujours récompensé et l'altruisme est payé de retour de façon aussi certaine que les lois de Newton.
Les histoires racontées par John Newbery paraissent aujourd'hui d'un didactisme pesant, mais elles étaient populaires et plaisaient aux enfants des XVIIIe et XIXe siècles. La plupart de ses histoires racontaient l'histoire d'un orphelin ou d'une orpheline plein(e) de vertu, qui travaille dur (qui est « industrieux »), et qui, par conséquent, devient finalement prospère. Elles peignent le monde sous les couleurs d'une méritocratie, dans laquelle un enfant monte ou descend en fonction de son propre caractère. Beaucoup de ces histoires racontent la vie de l'orphelin de son enfance à l'âge adulte, pour illustrer la récompense ou la punition associée à une « bonne » ou une « mauvaise » conduite.

## Postérité
Son fils Francis, son neveu Francis et sa femme Elizabeth, ainsi que son petit-fils Francis Power ont continué à exploiter sa maison d'édition après sa mort.
En 1922, la John Newbery Medal a été créée en son honneur par The Association for Library Service to Children, une division de The American Library Association (ALA), pour récompenser année après année les meilleurs livres pour enfants parus aux États-Unis.